# Birkerhof (Bergisch Gladbach)

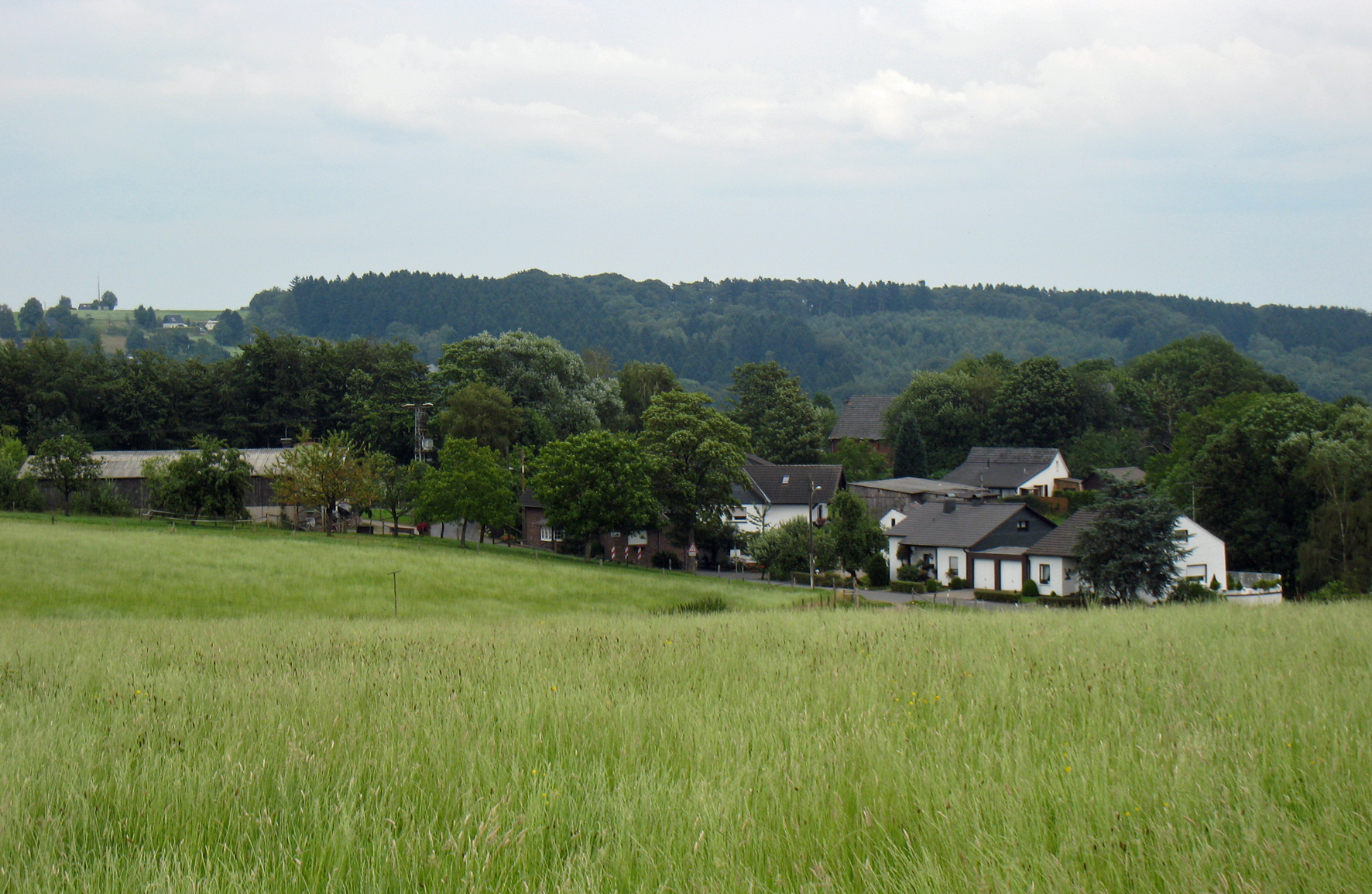
Birkerhof von Westen gesehen

Birkerhof ist ein Ortsteil von Bergisch Gladbach im Stadtteil Moitzfeld. Das Wort Birker erklärt sich etymologisch aus dem althochdeutschen birihha und dem mittelhochdeutschen birke oder birche angelehnt an den germanischen Baumnamen berko für Birke.

## Geschichte
Der älteste Hinweis auf die Hofstelle mit dem Namen Birken steht im Zusammenhang mit dem Lehnhof Sulsen in Immekeppel. Der Hofverband Immekeppel war 1166 von der Gräfin Hildegund von Meer dem von ihr gegründeten Kloster Meer in Büderich übertragen worden, um dieses wirtschaftlich zu unterstützen. Das Kloster Meer verkaufte den Lehnhof Immekeppel zusammen mit dem zugehörigen Birkerhof am 21. Februar 1726 an die Abtei Steinfeld in der Eifel. Der Grundbesitz wurde im Jahr 1759 mit 150 Morgen angegeben, davon 80 Morgen Niederwald, 60 Morgen Ackerland, 6 Morgen Wiesen und 4 Morgen Garten. Nach der Säkularisation in den rechtsrheinischen Gebieten 1803 wurde der kirchliche Grundbesitz enteignet und die offizielle Aufhebung des Lehnswesens durch ein kaiserlich-napoleonisches Dekret vom 11. Januar 1809 angeordnet. Anschließend wechselte der Birkerhof mehrfach den Besitzer.
In den 1870er Jahren wurde das Anwesen in die zwei Hofstellen Birkerhof und Birkerhöhe getrennt. Der alte Hof wurde nach einer vorübergehenden Nutzung durch das benachbarte Winfriedheim im Jahr 1935 von der Gemeinde Bensberg erworben und an einen Landwirt verpachtet. Neuer Eigentümer wurde 1975 die Stadt Bergisch Gladbach. Seit dieser Zeit befindet sich dort eine Kleingartenanlage.
Die hochmittelalterliche Siedlungsgründung Birken zählt zu den frühen Siedlungskernen im Stadtgebiet Bergisch Gladbach und ist älter als der benachbarte Hauptort Moitzfeld.
Carl Friedrich von Wiebeking benennt die Hofschaft auf seiner Charte des Herzogthums Berg 1789 als Birken. Aus ihr geht hervor, dass Birkerhof zu dieser Zeit Teil der Honschaft Herkenrath im gleichnamigen Kirchspiel war.
Unter der französischen Verwaltung zwischen 1806 und 1813 wurde das Amt Porz aufgelöst und Birkerhof wurde politisch der Mairie Bensberg im Kanton Bensberg zugeordnet. 1816 wandelten die Preußen die Mairie zur Bürgermeisterei Bensberg im Kreis Mülheim am Rhein.
Der Ort ist auf der Topographischen Aufnahme der Rheinlande von 1824 als Birkerhof und auf der Preußischen Uraufnahme von 1840 als Birkerhof verzeichnet. Ab der Preußischen Neuaufnahme von 1892 ist er auf Messtischblättern regelmäßig als Birkerhof oder ohne Namen verzeichnet.
Aufgrund des Köln-Gesetzes wurde die Stadt Bensberg mit Wirkung zum 1. Januar 1975 mit Bergisch Gladbach zur Stadt Bergisch Gladbach zusammengeschlossen. Dabei wurde auch Birkerhof Teil von Bergisch Gladbach.
| Jahr | Einwohner | Wohn- gebäude | Kategorie  | Benennung |
| ---- | --------- | ------------- | ---------- | --------- |
| 1822 | 13        |               | Bauergut   |           |
| 1830 | 16        |               | Bauerngut  | Birken    |
| 1845 | 19        | 2             | Bauergüter | Birken    |
| 1871 | 25        | 3             | Hofstelle  |           |
| 1885 | 34        | 4             | Wohnplatz  |           |
| 1895 | 33        | 4             | Wohnplatz  |           |
| 1905 | 35        | 4             | Wohnplatz  |           |